# Твин Сити (Џорџија)
Твин Сити (Џорџија) (енгл. Twin City) град је у америчкој савезној држави Џорџија. По попису становништва из 2010. у њему је живело 1.742 становника.

## Демографија
Према попису становништва из 2010. у граду је живело 1.742 становника, што је 10 (0,6%) становника мање него 2000. године.
| Група             | 2000.       | 2010.       |
| Белци             | 789 (45,0%) | 761 (43,7%) |
| Афроамериканци    | 939 (53,6%) | 932 (53,5%) |
| Азијати           | 0 (0,0%)    | 5 (0,3%)    |
| Хиспаноамериканци | 22 (1,3%)   | 32 (1,8%)   |
| Укупно            | 1.752       | 1.742       |